# Miklós Lovas
Miklós Lovas, född den 7 juni 1931 i Budapest, död den 18 april 2019, var en ungersk astronom.
Minor Planet Center listar honom som M. Lovas och som upptäckare av 2 asteroider.
Han upptäckte också två periodiska- och tre icke-periodiska kometer. Och även 40 supernovor.
Asteroiden 73511 Lovas är uppkallad efter honom.

## Asteroider upptäckta av Miklós Lovas
| 3103 Eger     | 20 januari 1982  |
| 3579 Rockholt | 18 december 1977 |

## Kometer upptäckta av Miklós Lovas
| 93P/Lovas  | 5 december 1980 |
| 184P/Lovas |                 |
| C/1974 F1  | 1974            |
| C/1976 U1  | 1976            |
| C/1977 D1  | 1977            |

## Supernovor upptäckta av Miklós Lovas
| SN 1995am | 22 oktober 1995   |
| SN 1989X  | 30 november 1989  |
| SN 1988R  | 18 augusti 1988   |
| SN 1987M  | 21 september 1987 |
| SN 1986A  | 4 februari 1986   |
| SN 1985O  | 9 september 1985  |
| SN 1985J  | 1985              |
| SN 1984M  | 29 augusti 1984   |
| SN 1982Y  | februari 1982     |
| SN 1982X  | februari 1982     |
| SN 1982W  | 14 december 1982  |
| SN 1982O  | 19 augusti 1982   |
| SN 1982C  | 22 mars 1982      |
| SN 1981G  | 2 juni 1981       |
| SN 1980E  | 18 april 1980     |

| SN 1980C | 22 februari 1980 |
| SN 1980B | 22 februari 1980 |
| SN 1980A | 22 februari 1980 |
| SN 1978F | 2 november 1978  |
| SN 1977E | 15 januari 1977  |
| SN 1977B | 18 mars 1977     |
| SN 1976I | 24 oktober 1976  |
| SN 1976H | 24 oktober 1976  |
| SN 1976G | 21 oktober 1976  |
| SN 1976B | 28 mars 1976     |
| SN 1976A | 28 februari 1976 |
| SN 1975R | 7 december 1975  |
| SN 1975G | 11 juni 1975     |
| SN 1975B | 1 april 1975     |
| SN 1974E | 21 mars 1974     |

| SN 1974D | 15 mars 1974     |
| SN 1972F | 18 maj 1972      |
| SN 1970M | 26 november 1970 |
| SN 1970G | 30 juli 1970     |
| SN 1968I | 23 april 1968    |
| SN 1968A | 25 januari 1968  |
| SN 1966G | 16 augusti 1966  |
| SN 1965O | 1965             |
| SN 1964E | 12 mars 1964     |
| SN 1955L | 23 mars 1955     |